# Càdlàg-Funktion
Eine Càdlàg-Funktion (auch Cadlag) ist eine spezielle reellwertige Funktion, die beispielsweise in der Stochastik angewendet wird. Dabei ist Càdlàg ein französisches Akronym (französisch continue à droite, limite à gauche „rechtsseitig stetig, mit Grenzwerten von links“). Teils findet sich auch die aus dem englischen abgeleitete RCLL (right continuous, left limits). Analog spricht man auch von Càglàd-Funktionen (oder Làdcàg-Funktionen) (continue à gauche, limite à droite).

## Definition

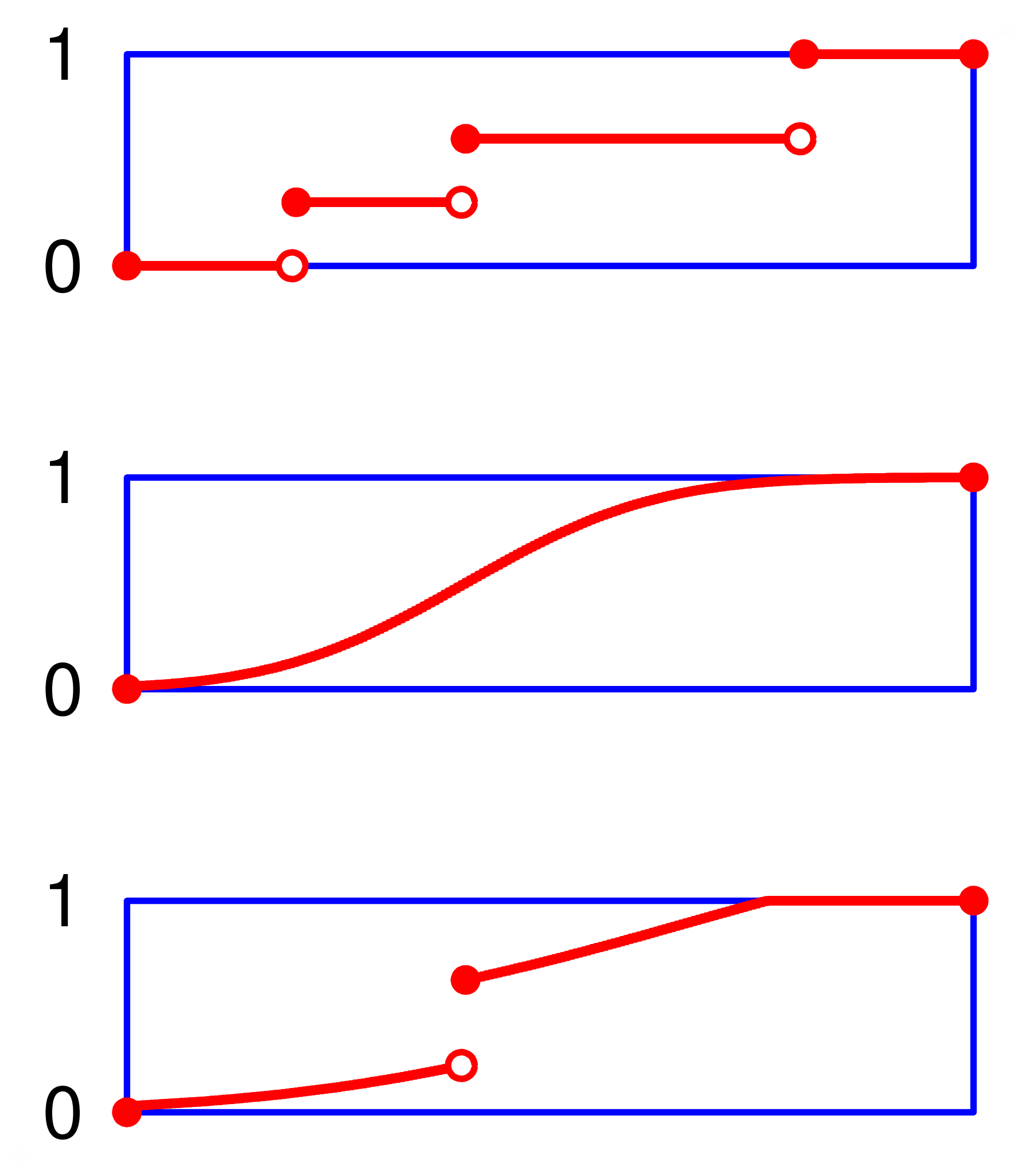
Verteilungsfunktionen sind Beispiele für Càdlàg-Funktionen

Sei {\displaystyle E} ein polnischer Raum wie beispielsweise {\displaystyle \mathbb {R} ^{n}}. Eine Funktion
{\displaystyle f\colon [0,\infty )\to E}
heißt
- Càdlàg-Funktion, wenn für alle {\displaystyle x\in [0,\infty )} die Funktion {\displaystyle f} in {\displaystyle x} rechtsseitig stetig ist und der linksseitige Grenzwert in {\displaystyle x} existiert und endlich ist.
- Càglàd-Funktion, wenn für alle {\displaystyle x\in [0,\infty )} die Funktion {\displaystyle f} in {\displaystyle x} linksseitig stetig ist und der rechtsseitige Grenzwert in {\displaystyle x} existiert und endlich ist.

Der Raum aller Càdlàg-Funktionen {\displaystyle f\colon I\to \mathbb {R} ^{d}} auf einem Intervall {\displaystyle I=[a,b]} wird oft mit {\displaystyle D([a,b])} bezeichnet.

## Anwendungen in der Stochastik
Die Verteilungsfunktion {\displaystyle F(x)=P(X\leq x)} einer reellen Zufallsvariablen {\displaystyle X} ist stets eine Càdlàg-Funktion.
Ein stochastischer Prozess {\displaystyle X=(X_{t})_{t\geq 0}} wird càdlàg genannt, wenn fast sicher jeder Pfad {\displaystyle t\rightarrow X_{t}} an jeder Stelle {\displaystyle t} rechtsseitig stetig ist und dort die linksseitigen Grenzwerte existieren. Ein Beispiel dafür sind Poisson-Prozesse.